# 肺コンプライアンス
肺コンプライアンス（はいコンプライアンス）とは、肺の膨らみやすさの指標となるもので、一定の気道内圧の上昇に伴う肺容量の増大の程度を示す値。
1. 静的圧容積曲線からC＝ΔV/ΔPで求められる静肺コンプライアンス(static lung compliance ; Cst)
  - 気流が存在しない状態での肺の膨らみやすさを示す。
2. 換気中の換気量と気流速度を連続的に記録して求める動肺コンプライアンス(dynamic lung compliance ; Cdyn)
  - 気流が存在する状態における値、気道抵抗成分も含まれる

の2種類がある。
肺が線維化して固くなる疾患では肺コンプライアンスは低下し、逆に肺の過膨張をきたす肺気腫等の疾患では上昇する。

## 関連文献
- 内山喬一、川上義和、入江正 ほか、【原著】「肺線維症と肺内時定数分布」 呼吸と循環 24巻 3号, 1976/3/15, doi:10.11477/mf.1404202880

- 横山仁志、近藤美千代、森尾裕志 ほか、人工呼吸器装着患者における肺コンプライアンス測定の有用性 －肺コンプライアンスと換気量，ウィーニングの関係－ 理学療法科学 2007年 22巻 3号 p.373-378, doi:10.1589/rika.22.373
- 横山仁志、森尾裕志、平木幸治、人工呼吸器装着下における肺コンプライアンス測定の再現性 高知リハビリテーション学院紀要 2008年 9巻 p.17-21, doi:10.15028/kochireha.9.0_17